# مشیرآباد
مشیرآباد یکی از روستاهای استان آذربایجان شرقی است که در دهستان اسپران بخش مرکزی شهرستان تبریز واقع شده‌است.این روستا ۶۶ نفر جمعیت دارد.